# دوستليك (كسبي)
دوستليك هي بلدة في مقاطعة كسبي في ولاية قشقداريا في أوزبكستان.